# Dictysarca virens
Dictysarca virens är en plattmaskart. Dictysarca virens ingår i släktet Dictysarca och familjen Dictysarcidae. Inga underarter finns listade i Catalogue of Life.